# Ненапружений неогублений голосний переднього ряду низького підняття
Ненапружений неогублений голосний переднього ряду низького піднесення (англ. Near-open front unrounded vowel) — один з голосних звуків. Позначається знаком æ. Українською найчастіше записується як е.
- У Міжнародному фонетичному алфавіті позначається як [æ].
- У Розширеному фонетичному алфавіті SAM позначається як [{].

## Писемність
- У старшому футарку позначався руною ᛇ.
- У молодшому футарку позначався руною ᚬ.
- У середньовічній латині позначався літерою æ.

## Приклади
| Мова                                      | Слово        | МФА       | Переклад   | Примітки                                          |
| ----------------------------------------- | ------------ | --------- | ---------- | ------------------------------------------------- |
| англійська (американська, новозеландська) | cat          | [kʰæt]    | 'кіт'      | див. англійська фонетика                          |
| арабська                                  | كتاب / kitāb | [kiˈtæːb] | 'книга'    | алофон /a/. See арабська фонетика                 |
| голландська                               | pen          | [pæn]     | 'ручка'    | алофон /ɛ/ перед /n/. див голландська фонетика    |
| данська                                   | dansk        | [ˈtænsk]  | 'данський' | частіше записується як a див. данська фонетика    |
| давньоскандинавська (староісландська)     | sær          | [sæːr]    | море       |                                                   |
| люксембурзька                             | Käpp         | [kʰæpʰ]   | 'голова'   | See люксембурзька фонетика                        |
| угорська                                  | nem          | [næm]     | 'ні'       | частіше позначається як ɛ. див. угорська фонетика |
| шведська                                  | ära          | [²æːɾä]   | 'честь'    | алофон /ɛː, ɛ/ перед /r/. див. шведська фонетика  |